# Prepárate (álbum de Niche)
Prepárate es el tercer álbum de estudio de la orquesta de salsa colombiana Niche, publicado en 1982 por la compañía discográfica Internacional Records, subdivisión de Codiscos. El álbum contiene una versión de la famosa canción vallenata "La gota fría", compuesta por Emiliano Zuleta.

## Lista de canciones
Toda la música compuesta por Alexis Lozano y Jairo Varela. 
| Lado A |                      |                                 |                     |          |  |
| N.º    | Título               | Letras                          | Intérprete(s)       | Duración |  |
| 1.     | «Bonitas y hermosas» | Jairo Varela                    | Oscar Abueta        | 5:59     |  |
| 2.     | «Gitana»             | Roberto Calderón                | Álvaro del Castillo | 5:55     |  |
| 3.     | «Suruco»             | folclore chocoano, Jairo Varela | Álvaro del Castillo | 5:11     |  |
| 4.     | «Más duro me da»     | Jairo Varela                    | Álvaro del Castillo | 3:53     |  |

| Lado B |                          |                 |                     |          |  |
| N.º    | Título                   | Letras          | Intérprete(s)       | Duración |  |
| 1.     | «Romeo y Julieta»        | Jairo Varela    | Oscar Abueta        | 4:51     |  |
| 2.     | «Si te has quedado sola» | D.R.A.          | Álvaro del Castillo | 5:54     |  |
| 3.     | «La gota fría»           | Emiliano Zuleta | Oscar Abueta        | 5:28     |  |
| 4.     | «Primero y qué»          | Jairo Varela    | Álvaro del Castillo | 6:12     |  |

## Créditos

### Músicos
- Bajo: Fabio García
- Bongó: Alfredo Longa
- Cantantes: Álvaro del Castillo, Oscar Abueta
- Coros: Jairo Varela, Álvaro del Castillo, Oscar Abueta
- Conga: Luis Pacheco
- Güiro: Jairo Varela
- Piano: Nicolás Cristancho
- Saxo tenor: Alí Garcés
- Timbales: Néstor Estrada
- Trombón: Alexis Lozano
- Trompeta 1: Fabio Espinosa
- Trompeta 2: Fabio Espinosa Jr.
- Trompeta 3: Ramiro Hurtado

### Producción
- Arreglos y dirección musical: Jairo Varela, Alexis Lozano[2]
- Mezcla: Darío Valenzuela